# Joran Vliegen
Joran Vliegen (Maaseik, 7 luglio 1993) è un tennista belga.
Specialista del doppio, in coppia con Sander Gillé ha raggiunto la finale al Roland Garros 2023 e ha vinto otto titoli ATP tra cui il Masters 1000 di Monte Carlo 2024. Il suo miglior ranking ATP è stata la 17ª posizione dell'agosto 2023. Nel 2018 ha esordito nella squadra belga di Coppa Davis.
È stato inoltre finalista in doppio misto al Roland Garros 2022 con Ulrikke Eikeri e a Wimbledon 2023 con Xu Yifan.
Non è imparentato con il concittadino Kristof Vliegen, a sua volta tennista.

## Carriera

### 2010-2015 - Nei tornei di College statunitensi
Dopo essersi segnalato tra gli adolescenti tennisti belgi di maggiore talento, nel 2010 si trasferisce negli Stati Uniti per studiare alla East Carolina University (ECU), nella Carolina del Nord. Nel dicembre 2013 consegue il Bachelor of Business Administration e rimane nell'ateneo fino a ottenere il Master in Business Administration nel 2015. Sin dall'inizio di questa esperienza gioca con le squadre di tennis della ECU nei tornei di College statunitensi, ottiene buoni risultati sia in singolare che in doppio e diversi premi per i traguardi da lui raggiunti che nessun altro tennista della ECU aveva mai raggiunto.

### 2013-2016 - Inizi tra i professionisti, primi titoli ITF e primo titolo Challenger
Muove i primi passi tra i professionisti nell'estate 2013 e alla seconda apparizione vince a luglio il titolo di doppio al torneo ITF Belgium F6. Si ripete due settimane dopo, sempre in doppio, vincendo anche il Belgium F8 per la prima volta in coppia con Sander Gillé. Torna a giocare alcuni altri tornei ITF l'estate successiva e vince con Gillé un altro torneo belga. Rientrato dagli Stati Uniti, nel 2015 inizia a giocare a tempo pieno nel circuito ITF e vince otto tornei (quasi tutti con Gillé), gli ultimi due sono i primi conquistati all'estero, in Norvegia. Nel corso della stagione vince inoltre il primo torneo di singolare al Belgium F8. L'anno successivo vince il suo secondo e ultimo titolo in singolare in carriera in un altro torneo ITF belga. Continua invece a dominare la scena ITF in doppio con Gillé aggiudicandosi altri nove titoli ITF. Ad agosto conquistano il primo titolo in un torneo dell'ATP Challenger Tour a Trnava e Vliegen entra per la prima volta nella top 200 del ranking ATP. Chiude la stagione con il nuovo miglior ranking alla 159ª posizione mondiale.

### 2017-2018 - Esordio nel circuito maggiore e in Coppa Davis, 85º nel ranking
A inizio 2017 vince ancora tre titoli ITF, a marzo abbandona i tornei di questa categoria dopo averne vinti in totale 23 e contemporaneamente chiude la carriera di singolare. Nel prosieguo della stagione vince con Gillé altri quattro titoli Challenger e a luglio sale alla 110ª posizione del ranking. A ottobre esordiscono nel circuito ATP ad Anversa grazie ad una wildcard, perdendo al primo turno. Nel 2018 esordisce nella squadra belga di Coppa Davis in occasione dei quarti di finale persi 4-0 contro gli Stati Uniti. Partecipa poi al torneo di Monaco di Baviera, fallisce le qualificazioni a Wimbledon e grazie ad una wildcard, partecipa al torneo di Anversa. Chiude l'anno con un passivo di 4 sconfitte nei tornei ATP, a fronte di zero vittorie. Continua invece a raccogliere successi nel circuito Challenger vincendo sette tornei, già a febbraio fa il suo ingresso nella top 100 e chiude la stagione con il nuovo miglior ranking all'85ª posizione.

### 2019 - Quarti di finale al Roland Garros, primi tre titoli ATP e 37º nel ranking
Raggiunge per la prima volta in carriera le semifinali in un torneo ATP a Cordoba, mentre esce nei quarti di finale a San Paolo e Marrakech. Entra per la prima volta in un tabellone di uno Slam al Roland Garros, in coppia con Michail Kukuškin, si spingono fino ai quarti di finale e vengono sconfitti da Juan Sebastián Cabal / Robert Farah. Dopo il successo al Challenger di Bratislava, in coppia con Gillé gioca il torneo di Wimbledon e vengono eliminati al secondo turno da Marcelo Demoliner e Divij Sharan. Fa il suo esordio anche nel doppio misto a Wimbledon in coppia con Saisai Zheng, raggiungendo il terzo turno. Al torneo di Båstad conquista in coppia con Gillé il primo titolo ATP, superando in finale Federico Delbonis e Horacio Zeballos col punteggio di 6(5)–7, 7-5, [10-5]. Vince poi il suo secondo titolo consecutivo, la settimana seguente allo Swiss Open Gstaad, battendo in finale Philipp Oswald e Filip Polášek col punteggio di 6-4, 6-3.
La striscia di vittorie consecutive si conclude a undici, la settimana seguente a Kitzbühel, dove giunti alla terza finale consecutiva vengono sconfitti da Oswald e Polášek con un doppio 6-4. Prima degli US Open perdono la semifinale al torneo di Winston-Salem contro Monroe / Sandgren. Agli US Open perdono al primo turno contro Marcel Granollers e Horacio Zeballos. Raggiungono poi la finale nel Challenger di New Haven e la semifinale a San Pietroburgo. Vincono poi il terzo titolo ATP della stagione alla prima edizione degli Zhuhai Championships, superando in finale Marcelo Demoliner e Matwé Middelkoop col punteggio di 7–6(2), 7–6(4). Raggiungono la semifinale all'ATP di Anversa e vengono sconfitti da Rajeev Ram e Joe Salisbury in tre set. Finiscono la stagione partecipando alla fase finale della Coppa Davis, con un bilancio di una vittoria contro l'Australia e una sconfitta contro la Colombia. A novembre sale al 37º posto mondiale.

### 2020 - Quarti di finale agli US Open, quarto titolo ATP e 35º nel ranking
Continua a gioca con Gillé per tutto il 2020, iniziano la stagione all'ATP Cup vincendo i match contro Moldavia e Bulgaria e subendo due sconfitte contro Gran Bretagna e Spagna. Al torneo di Auckland perdono in semifinale da Luke Bambridge e Ben McLachlan che vinceranno poi il torneo. Alla sua prima partecipazione agli Australian Open, raggiunge  il secondo turno nel doppio maschile e i quarti di finale in doppio misto. Raggiungono la semifinale a Buenos Aires e i quarti ad Acapulco. Vincono il doppio nella sfida di Coppa Davis contro l'Ungheria. Dopo il lungo stop dovuto alla pandemia di COVID-19, agli US Open raggiungono i quarti di finale in uno Slam per la prima volta in carriera e Vliegen sale alla 35ª posizione mondiale. Sconfitti al secondo turno a Roma e al primo al Roland Garros, perdono la semifinale ad Anversa da Middelkoop e Rohan Bopanna. Il 1º novembre vincono il loro quarto titolo a Nur-Sultan, superando in finale Max Purcell e Luke Saville con il punteggio di 7-5, 6-3.

### 2021 - Un titolo ATP, semifinale a Madrid e top 30
Sconfitti al primo turno agli Australian Open, l'unico risultato positivo di inizio stagione è il titolo vinto al Singapore Tennis Open con il successo in finale su Matthew Ebden / John-Patrick Smith per 6-2, 6-3. Tornano a mettersi in luce raggiungendo la finale in maggio agli Internazionali di Baviera, Monaco di Baviera, persa in tre set contro Wesley Koolhof / Kevin Krawietz. Disputano la prima semifinale in carriera in un Masters 1000 al Madrid Open e cedono in due set a Nikola Mektic / Mate Pavic. Con il terzo turno raggiunto al Roland Garros Vliegen si porta alla 28ª posizione mondiale. Dopo la semifinale raggiunta all'Halle Open, deludono a Wimbledon e al loro esordio olimpico ai Giochi di Tokyo, uscendo in entrambi i tornei al primo turno. Nella trasferta americana raggiungono la semifinale solo al Canadian Open ed escono al secondo turno agli US Open. Di rilievo a fine stagione i quarti di finale raggiunti al Paris Masters.

### 2022 - Discesa nel ranking
Nella prima parte del 2022 non superano i quarti di finale raggiunti sei volte nei tornei ATP, mentre il miglior risultato nei tornei del Grande Slam è il terzo turno al Roland Garros. A Parigi accede per la prima volta a una finale di doppio misto e in coppia con Ulrikke Eikeri viene sconfitto in due set da Ena Shibahara / Wesley Koolhof. Ad agosto Vliegen scende alla 91ª posizione del ranking, non prende parte agli US Open e a settembre vince un torneo Challenger in coppia con il connazionale Michael Geerts. Torna a giocare con Gillé e perdono i tre match disputati in Coppa Davis. Si riprendono a fine stagione raggiungendo le semifinali nei tornei ATP 500 del Japan Open e del Vienna Open.

### 2023 - Finale al Roland Garros, due titoli ATP e 17º nel ranking
Continuano a risalire all'esordio stagionale vincendo un titolo ATP dopo quasi due anni al Maharashtra Open, nella cui finale hanno la meglio su Sriram Balaji / Jeevan Nedunchezhiyan per 6-4, 6-4. Deludono ancora agli Australian Open, a cui fanno seguito le semifinali disputate nei tornei ATP 500 del Rotterdam Open e dei Dubai Tennis Championships. Ad aprile si aggiudicano un altro titolo ATP all'Estoril Open superando in finale Nikola Ćaćić / Miomir Kecmanović per 6-3, 6-4. A giugno arriva il risultato più prestigioso da inizio carriera con la finale raggiunta al Roland Garros, persa contro Austin Krajicek / Ivan Dodig con il punteggio di 3-6, 1-6, risultato che proietta Vliegen alla 24ª posizione mondiale. Si spingono per la prima volta fino al terzo turno a Wimbledon, dove Vliegen disputa un'altra finale di doppio misto, questa volta con Xu Yifan, e perdono al terzo set contro Mate Pavić / Ljudmyla Kičenok. Assieme a Gilé continua a salire nel ranking con la finale persa in due set all'ATP 500 dell'Hamburg European Open contro Kevin Krawietz / Tim Pütz e la semifinale raggiunta al Washington Open; il 7 agosto Vliegen sale al 17º posto mondiale. Il miglior risultato di fine stagione è la semifinale raggiunta all'ATP 250 dello Zhuhai Open.

### 2024 - Trionfo al Masters 1000 di Monte Carlo
Come l'anno precedente disputano la finale al primo torneo stagionale, ma questa volta soccombono in due set all'Hong Kong Open contro Marcelo Arévalo / Mate Pavić. Il mese dopo conseguono una grande vittoria nella qualificazione di Coppa Davis vinta 3-1 fuori casa contro la Croazia, sconfiggendo gli specialisti Ivan Dodig / Mate Pavić al tie-break del terzo set. Cominciano bene la stagione europea su terra battuta con la semifinale raggiunta all'Estoril Open e soprattutto con il trionfo al Monte Carlo Masters, primo successo in un torneo Masters 1000, con la vittoria in finale su Marcelo Melo / Alexander Zverev con il punteggio di 5-7, 6-3, [10-5]. Per la prima volta accedono ai quarti di finale agli Internazionali d'Italia e cedono in due set ai numeri 1 del mondo Marcel Granollers / Horacio Zeballos; a fine torneo Vliegen risale alla 18ª posizione.
Disputano di nuovo un buon torneo anche al Roland Garros, ma vengono sconfitti nei quarti di finale dalle teste di serie nº 2 Rohan Bopanna / Matthew Ebden al terzo set e perdono diverse posizioni in classifica. Non vanno oltre il secondo turno a Wimbledon, ai Giochi olimpici di Parigi e agli US Open. Nonostante vincano due dei tre match disputati nella fase a gruppi delle Finali di Coppa Davis, il Belgio viene eliminato. Allo Shanghai Masters eliminano le teste di serie nº 2 Marcelo Arévalo / Mate Pavić ed escono di scena al secondo turno. Anche negli ultimi tornei stagionali non superano il secondo turno e Vliegen chiude la stagione al 31º posto ATP.

### 2025 - Una finale ATP, due titoli Challenger 175
All'inizio del 2025 ha fine dopo molti anni il sodalizio con Sander Gillé. Al primo torneo del 2024, l'Hong Kong Tennis Open, si presenta in coppia con Skander Mansouri ed escono di scena in semifinale. Cambia diversi partner nella prima parte della stagione senza mai superare i quarti di finale nei tornei ATP. Disputa e vince ancora un match con Gillé al primo turno di qualificazione di Coppa Davis vinto 3-1 contro il Cile. A fine marzo inizia a giocare con Ariel Behar e insieme vincono a maggio due tornei Challenger 175 consecutivi all'Estoril Open e al Piemonte Open. Raggiungono la finale anche al successivo ATP 250 del Geneva Open e vengono sconfitti in tre set da Sadio Doumbia / Fabien Reboul. La semifinale persa al Rosmalen Open e la finale persa in due set all'Eastbourne Open contro Julian Cash / Lloyd Glasspool non compensano le uscite al primo turno al Roland Garros e a Wimbledon e Vliegen scende al 70º posto.

## Statistiche

### Doppio

#### Vittorie (8)
| Legenda                   |
| Grande Slam (0)           |
| ATP Finals (0)            |
| ATP Tour Masters 1000 (1) |
| ATP Tour 500 (0)          |
| ATP Tour 250 (7)          |

| N. | Data              | Torneo                           | Superficie  | Compagno     | Avversari in finale                 | Punteggio           |
| 1. | 21 luglio 2019    | Swedish Open, Båstad             | Terra rossa | Sander Gillé | Federico Delbonis Horacio Zeballos  | 6(5)-7, 7-5, [10-5] |
| 2. | 28 luglio 2019    | Swiss Open Gstaad, Gstaad        | Terra rossa | Sander Gillé | Philipp Oswald Filip Polášek        | 6-4, 6-3            |
| 3. | 29 settembre 2019 | Zhuhai Championships, Zhuhai     | Cemento (i) | Sander Gillé | Marcelo Demoliner Matwé Middelkoop  | 7-6(2), 7-6(4)      |
| 4. | 1º novembre 2020  | Astana Open, Nur-Sultan          | Cemento (i) | Sander Gillé | Max Purcell Luke Saville            | 7-5, 6-3            |
| 5. | 28 febbraio 2021  | Singapore Tennis Open, Singapore | Cemento (i) | Sander Gillé | Matthew Ebden John-Patrick Smith    | 6-2, 6-3            |
| 6. | 7 gennaio 2023    | Maharashtra Open, Pune           | Cemento     | Sander Gillé | Sriram Balaji Jeevan Nedunchezhiyan | 6-4, 6-4            |
| 7. | 9 aprile 2023     | Estoril Open, Estoril            | Terra rossa | Sander Gillé | Nikola Ćaćić Miomir Kecmanović      | 6-3, 6-4            |
| 8. | 14 aprile 2024    | Monte Carlo Masters, Monte Carlo | Terra rossa | Sander Gillé | Marcelo Melo Alexander Zverev       | 5-7, 6-3, [10-5]    |

#### Finali perse (7)
| Legenda              |
| Grande Slam (1)      |
| ATP Finals (0)       |
| ATP Masters 1000 (0) |
| ATP Tour 500 (1)     |
| ATP Tour 250 (5)     |

| N. | Data           | Torneo                                       | Superficie  | Compagno     | Avversari in finale           | Punteggio           |
| 1. | 3 agosto 2019  | Austrian Open, Kitzbühel                     | Terra rossa | Sander Gillé | Philipp Oswald Filip Polášek  | 4-6, 4-6            |
| 2. | 2 maggio 2021  | Internazionali di Baviera, Monaco di Baviera | Terra rossa | Sander Gillé | Wesley Koolhof Kevin Krawietz | 6-4, 4-6, [5-10]    |
| 3. | 10 giugno 2023 | Open di Francia, Parigi                      | Terra rossa | Sander Gillé | Austin Krajicek Ivan Dodig    | 3-6, 1-6            |
| 4. | 30 luglio 2023 | Hamburg European Open, Amburgo               | Terra rossa | Sander Gillé | Kevin Krawietz Tim Pütz       | 6(4)-7, 3-6         |
| 5. | 6 gennaio 2024 | Hong Kong Open, Hong Kong                    | Cemento     | Sander Gillé | Marcelo Arévalo Mate Pavić    | 6(3)-7, 4-6         |
| 6. | 25 maggio 2025 | Geneva Open, Ginevra                         | Terra rossa | Ariel Behar  | Sadio Doumbia Fabien Reboul   | 7-6(4), 4-6, [9-11] |
| 7. | 27 giugno 2025 | Eastbourne Open, Eastbourne                  | Erba        | Ariel Behar  | Julian Cash Lloyd Glasspool   | 6-4, 7-6(5)         |

## Risultati in progressione
| Sigla | Risultato               |
| ----- | ----------------------- |
| V     | Vincitore               |
| F     | Finalista               |
| SF    | Semifinalista           |
| O     | Oro olimpico            |
| A     | Argento olimpico        |
| SF    | Bronzo olimpico         |
| QF    | Quarti di Finale        |
| 4T    | Quarto turno            |
| 3T    | Terzo turno             |
| 2T    | Secondo turno           |
| 1T    | Primo turno             |
| RR    | Round Robin             |
| LQ    | Turno di qualificazione |
| A     | Assente                 |
| ND    | Non disputato           |

| Legenda superfici    |
| -------------------- |
| Cemento              |
| Terra battuta        |
| Erba                 |
| Superficie variabile |

### Doppio
| Tornei Grande Slam         |               |               |               |     |     |     |     |     |       |
| Australian Open, Melbourne | A             | A             | 2T            | 1T  | 1T  | 1T  | 1T  | 1T  | 1–6   |
| Open di Francia, Parigi    | A             | QF            | 1T            | 3T  | 3T  | F   | QF  |     | 11–5  |
| Wimbledon, Londra          | Q2            | 2T            | ND            | 1T  | 2T  | 3T  | 2T  |     | 5–5   |
| US Open, New York          | A             | 1T            | QF            | 2T  | A   | 1T  | 2T  |     | 4–5   |
| Vittorie–Sconfitte         | 0–0           | 4–3           | 3–3           | 3–4 | 3–3 | 7–4 | 4–4 | 0–1 | 24–22 |
| Giochi Olimpici            |               |               |               |     |     |     |     |     |       |
| Giochi Olimpici            | Non disputati | Non disputati | Non disputati | 1T  | ND  | ND  | 2T  | ND  | 0–0   |
| Vittorie–Sconfitte         | Non disputati | Non disputati | Non disputati | 0–1 | ND  | ND  | 1–1 | ND  | 1–2   |

### Doppio misto
| Tornei Grande Slam         |               |               |               |     |
| Australian Open, Melbourne | A             | A             | QF            | 2–1 |
| Open di Francia, Parigi    | A             | A             | ND            | 0–0 |
| Wimbledon, Londra          | A             | 3T            | ND            | 2–1 |
| US Open, New York          | A             | 1T            | ND            | 0–1 |
| Vittorie–Sconfitte         | 0–0           | 2–2           | 2–1           | 4–3 |
| Giochi Olimpici            |               |               |               |     |
| Giochi Olimpici            | Non disputati | Non disputati | Non disputati | 0–0 |
| Vittorie–Sconfitte         | Non disputati | Non disputati | Non disputati | 0–0 |